# جائزة اليابان الكبرى للدراجات النارية 2000
جائزة اليابان الكبرى للدراجات النارية 2000 هو سباق دراجات نارية أقيم بتاريخ 9 أبريل 2000م في حلبة سوزوكا. كان الجولة الثالثة من أصل 16 في سباق الجائزة الكبرى للدراجات النارية موسم 2000. فاز الياباني نوريفومي أبي بفئة 500 سي سي بينما جاء الأمريكي كيني روبرتس جونيور في المركز الثاني وحصل على المركز الثالث الياباني تادايوكي أوكادا.

## وصلات خارجية
- الموقع الرسمي